# Grammar Nazi
 (mai 2024).
Grammar Nazi (également GrammarNazi, Grammarnazi) est un terme péjoratif pour désigner une personne qui ne peut s'empêcher de pointer et corriger de façon récurrente les défauts linguistiques (syntaxe et orthographe) des autres personnes. Au pluriel, il désigne un groupe d'utilisateurs de la communauté Internet qui s'efforce de maintenir l'orthographe, la grammaire et d'autres codifications et rigueurs linguistiques avec le mot écrit dans tous les domaines.

## Historique

### Nom du mouvement
La première fois que le mot nazi a été utilisé sans lien avec le nazisme, c'était en 1982 par le satiriste et journaliste américain PJ. O'Rourke dans un chapitre intitulé Safety Nazis de son livre Republican Party Reptile (1987). Le 18 janvier 1991, la combinaison de mots Grammar Nazi a été utilisée pour la première fois sur Internet lors d'une discussion Usenet, où un utilisateur inconnu corrigeait une erreur phonologique dans le commentaire anglais d'un autre utilisateur.

### Développement dans différents pays
Le mouvement est né dans la partie anglophone d’Internet. Mais il existe dans différentes langues sur Internet, essayant ainsi de maintenir une qualité constante de communication sur Internet. L'activité de ce groupe sur Internet consiste à attirer systématiquement l'attention sur les défauts linguistiques des textes en essayant de contacter l'auteur d'un tel texte, de l'alerter sur les défauts de l'expression écrite et d'exiger que l'auteur apporte les corrections appropriées. Le mouvement est fréquemment la cible de critiques pour son utilisation d'une forme plus agressive de signalement d'erreurs dans la communication écrite, ce qui conduit parfois les membres du mouvement à être considérés comme des trolls sur Internet, qui tentent délibérément de créer une guerre des flammes.

### Dans la sphère francophone
A la fin des années 2000, la tendance se répand également dans la sphère francophone,. La réforme de l'orthographe de 1990 est notamment visée. En 2019, Romain Filstroff alias Linguisticae, crée une vidéo qui décrypte et analyse cette tendance. Comme dans les autres sphères linguistiques, l'utilisation est mi-ironique, mi-agressive. Le mépris et la violence symbolique envers les personnes faisant des fautes sont régulièrement soulignés et remis en question,.

### Mouvement en Russie
En juin 2015, le journal russe The Moscow Times relaie la détention et les poursuites judiciaires contre au moins deux Russes membres du mouvement soupçonnés de promouvoir l'idéologie nazie. En outre, un blogueur russe ayant partagé le symbole du mouvement sur un réseau social et encourageant l'usage correct et la pureté de la langue russe fait également l'objet d'une enquête pour propagation du nazisme. Il est reconnu coupable par un tribunal russe et doit payer une amende de 1 000 roubles russes.

## Liens